# Stazione di Cervo-San Bartolomeo

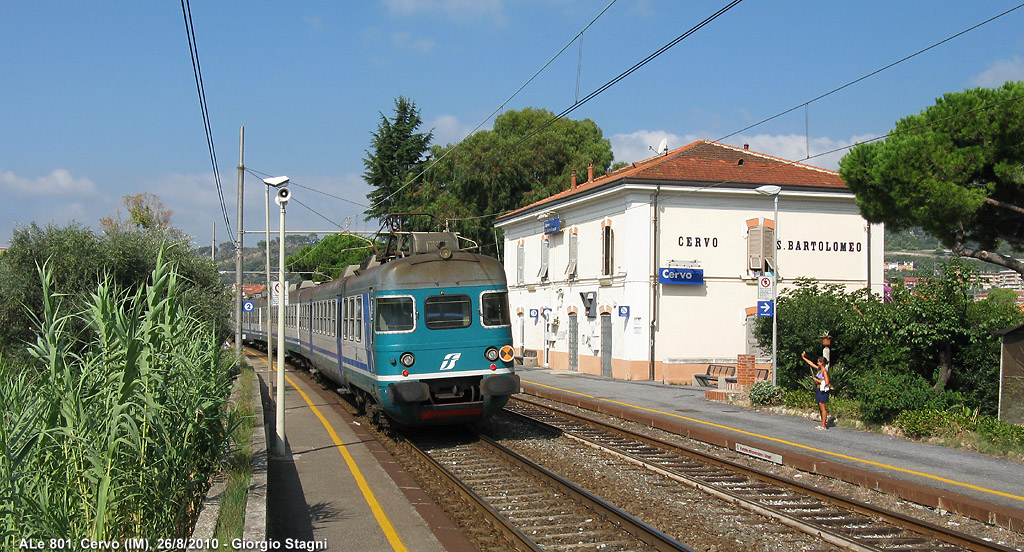
Treno in direzione Ventimiglia

La stazione di Cervo-San Bartolomeo era una stazione ferroviaria. La stazione si trovava sulla vecchia tratta a binario unico della ferrovia Genova-Ventimiglia e serviva i paesi di Cervo e San Bartolomeo al Mare.

## Storia
Aperta al traffico il 25 gennaio 1872 insieme alla tratta Savona-Ventimiglia, a completamento della ferrovia Genova-Ventimiglia, è stata chiusa il 2 novembre 2016 in seguito all'interruzione della linea tra Alassio e Diano Marina per lavori urgenti alla galleria Capo Mele, nei pressi di Laigueglia, e per il completamento dei lavori di raddoppio su variante di tracciato, inaugurato l'11 dicembre 2016 contestualmente alla nuova Stazione di Diano, a circa 5 km di distanza.
Attualmente l'edificio è stato ridestinato a sede della polizia municipale.

## Strutture e impianti
La stazione si componeva di un fabbricato viaggiatori con all'interno una sala d'aspetto e una macchinetta automatica per i biglietti e di due binari serviti dalle relative banchine, collegati da un sottopasso pedonale. La stazione era abilitata al movimento e telecomandata dalla stazione di Diano Marina.

## Servizi
La stazione è classificata da RFI nella categoria bronze.

## Galleria d'immagini

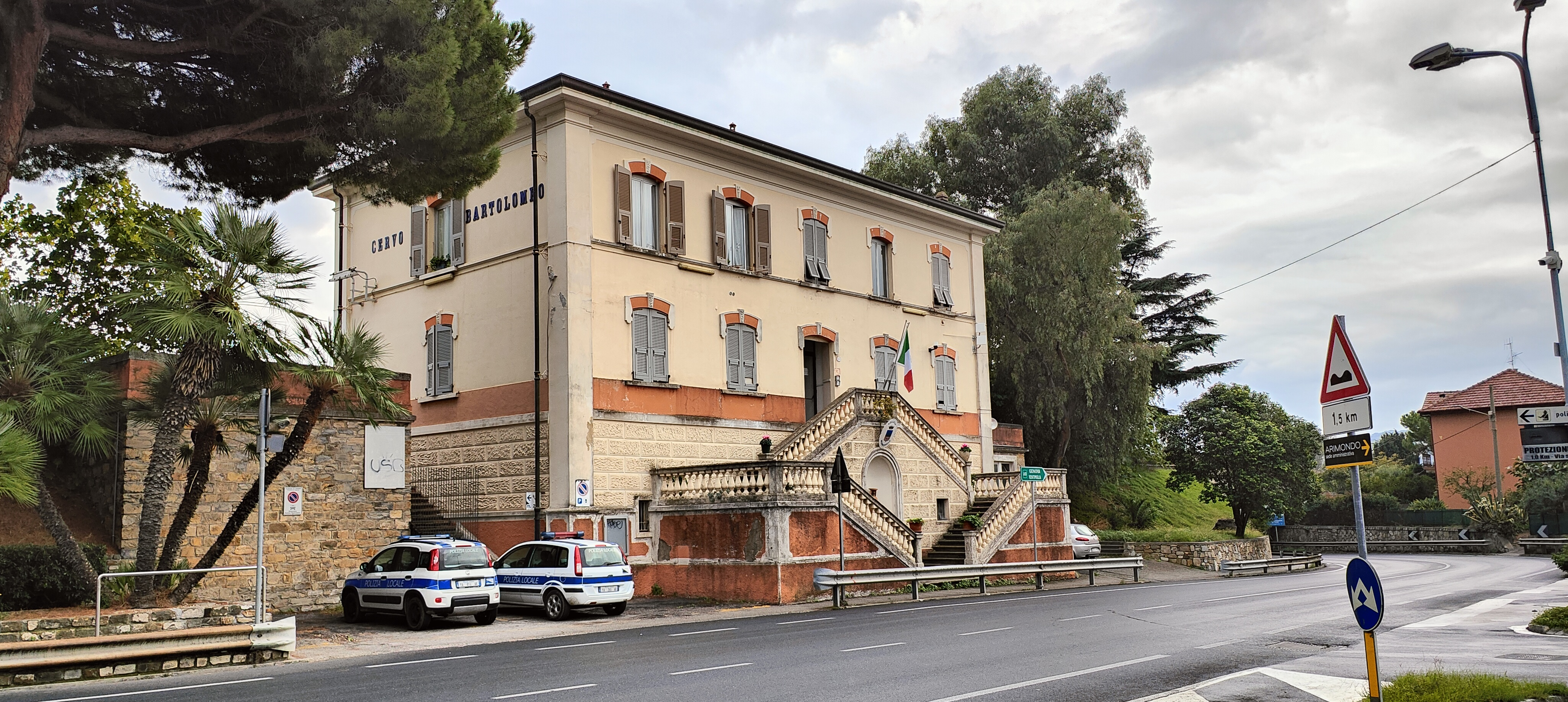
Ex stazione ferroviaria ora sede Polizia Locale di Cervo (foto nov. 2022)
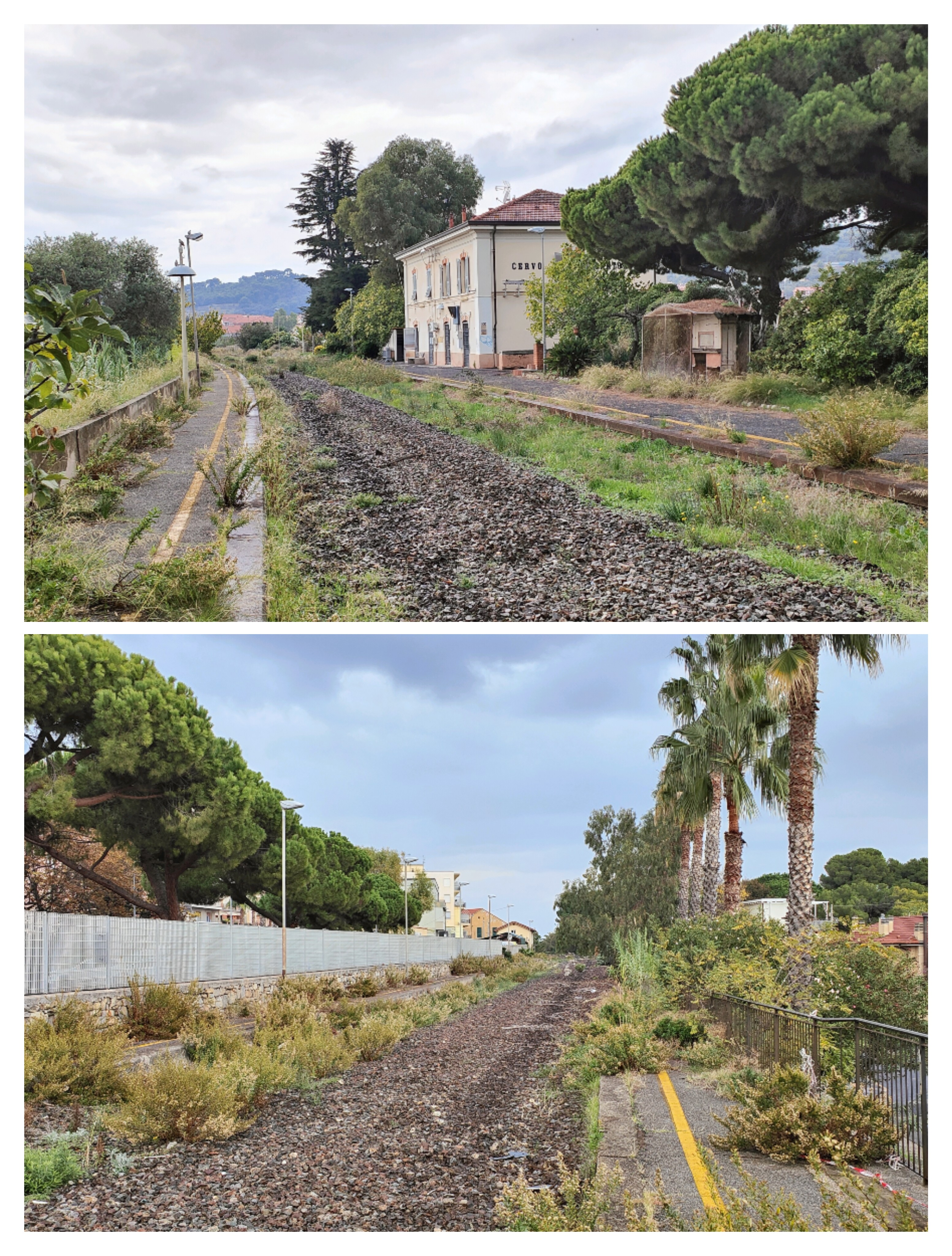
La ex stazione di Cervo: in alto  direzione Diano M., in basso direz. per Andora (foto nov. 2022)
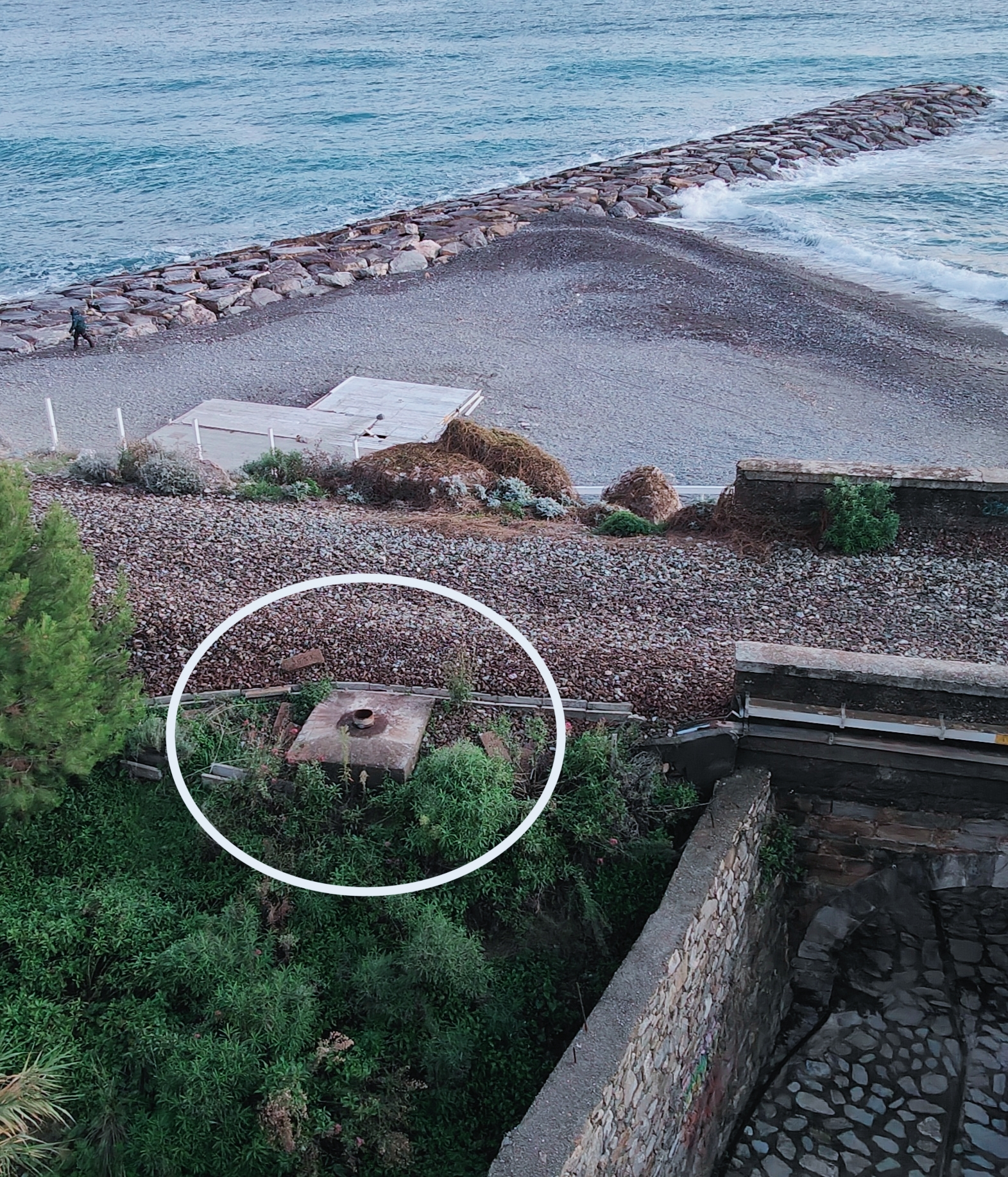
Particolare di palo FS tagliato
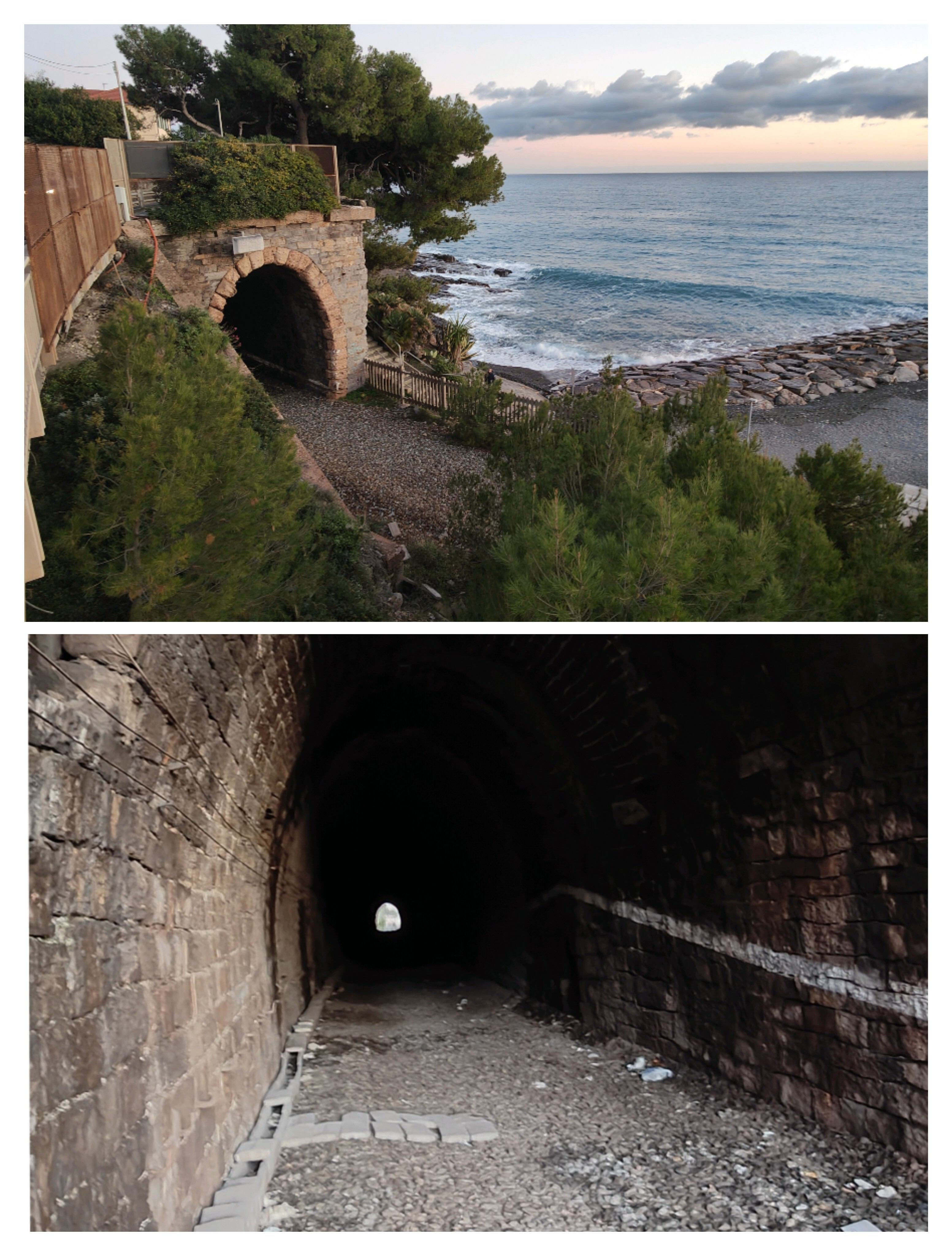
La galleria (218 mt.) verso Andora e suo interno
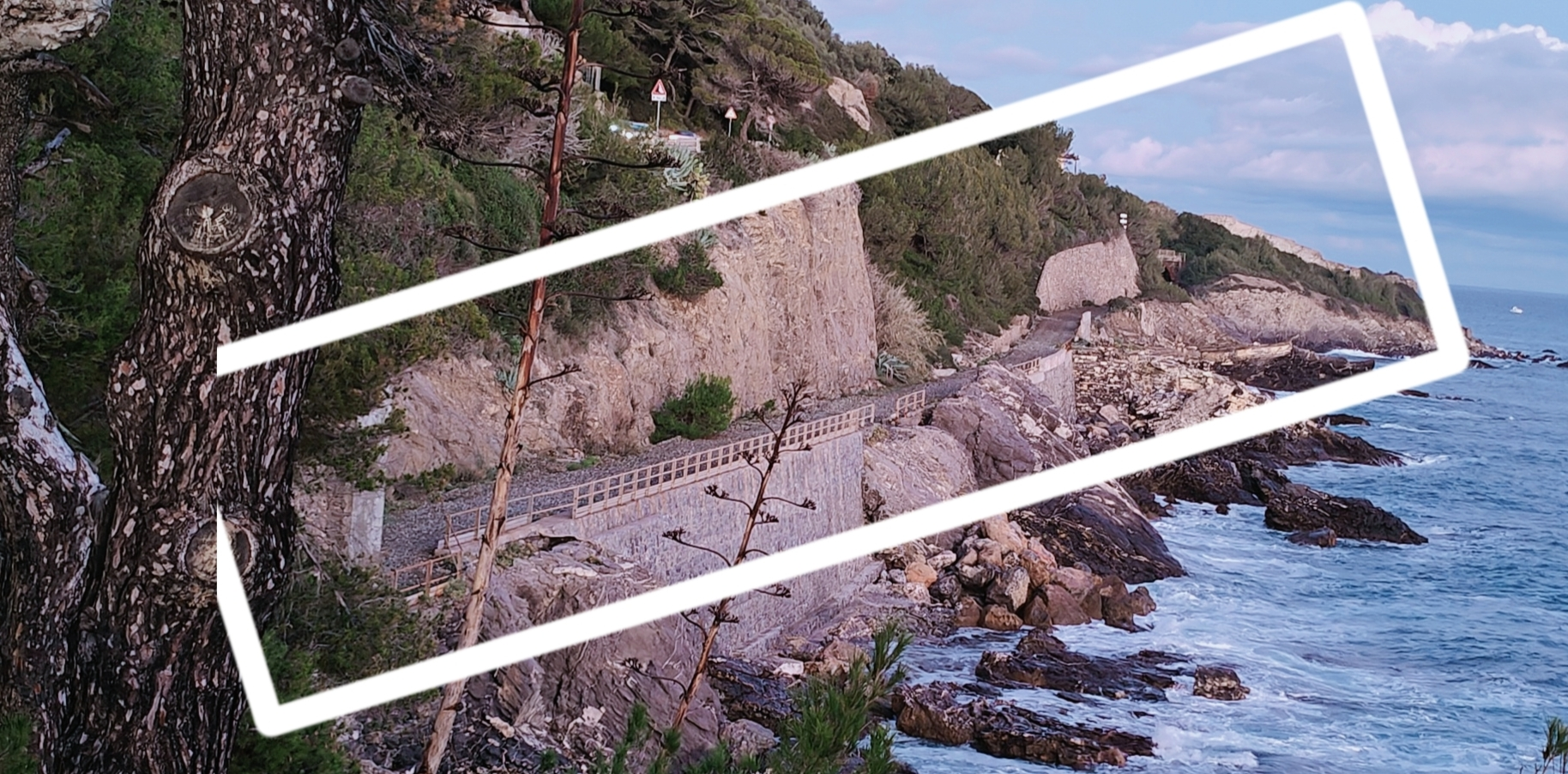
Il tracciato per Andora dopo la galleria della foto precedente visto dalla SS1